# Hudiviller
Hudiviller é uma comuna francesa na região administrativa de Grande Leste, no departamento de Meurthe-et-Moselle. Estende-se por uma área de 2,99 km². Em 2010 a comuna tinha 363 habitantes (densidade: 121,4 hab./km²).